# Tautogolabrus
 Tautogolabrus és un gènere de peixos de la família dels làbrids i de l'ordre dels perciformes.

## Taxonomia
- Tautogolabrus adspersus (Walbaum, 1792)[2][3]
- Tautogolabrus brandaonis (Steindachner, 1867)[4][5][6]